# Diobsud Creek Glacier
Der Diobsud Creek Glacier ist ein Gletscher im North Cascades National Park im US-Bundesstaat Washington; er liegt an den Osthängen des Bacon Peak. Der Diobsud Creek Glacier hat ein sanftes Gefälle; er fließt von etwa 7.000 ft (2.134 m) bis auf etwa 6.000 ft (1.829 m) Höhe über eine Strecke von weniger als 1 mi (1,6 km).:83 Der Gletscher ist durch einen Gebirgsgrat vom Green Lake Glacier im Norden getrennt.